# Amilcare Pizzi
Amilcare Pizzi (23. leden 1891, Milán, Italské království – 27. srpen 1974, Bellagio, Itálie) byl italský fotbalový útočník.

## Kariéra
V prvním roce v klubu Milanese se s devíti góly stal v ročníku 1909 nejlepším střelcem Italské ligy. Mezi lety 1914 až 1917 byl hráčem Milána. Byl velice všestranným fotbalistou, který dokázal hrát na každém postu. Kariéru ukončil jako obránce v Milanese v roce 1923. Poté se věnoval podnikání.

## Hráčské úspěchy
- 1x nejlepší střelec v lize (1909)